# Esy Morales

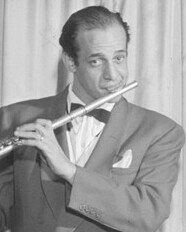
Esy Morales (ca. 1947)

Ismael „Esy“ Morales Sanabria (* 3. März 1917 in Puerta de Tierra (San Juan); † 2. November 1950 in New York City) war ein puerto-ricanischer Musiker, der vor allem als Flötist und Orchesterleiter im Bereich der Latin Music hervorgetreten ist. Er gilt als einer der wichtigen frühen Jazzflötisten.

## Leben und Wirken
Morales, der bereits im Kindesalter Flöte, Klarinette und Tenorsaxophon lernte, kam mit seinen Brüdern Hunberto und Noro Morales 1935 nach New York. Dort spielte er bei Xavier Cugat (Cugat on Film), bevor er Anfang der 1940er Jahre mit seinen Brüdern ein eigenes Orchester gründete, das dann von Noro Morales weitergeführt wurde. 1947 legte er Aufnahmen unter eigenem Namen vor. Sein Stück Jungle Fantasy wurde so bekannt, dass er es 1949 in Robert Siodmaks Spielfilm Criss Cross (mit Burt Lancaster) aufführen konnte; im selben Jahr wurde das Stück auch in Edward Buzzells Filmkomödie Neptuns Tochter verwendet. (Später wurde es von Herbie Mann und Yusef Lateef interpretiert.)
Danach spielt er weitere Aufnahmen für die Label Manor Records und Decca Records ein. Sein Tod ist möglicherweise auf Drogenmissbrauch zurückzuführen. Tito Puente schrieb zur Erinnerung an den früh Verstorbenen das Stück „Esy“.